# 短柄紫珠
短柄紫珠（学名：Callicarpa brevipes）为马鞭草科紫珠属的植物。分布在越南以及中国大陆的广东、浙江、广西等地，生长于海拔600米至1,400米的地区，常生长在山坡林下，目前尚未由人工引种栽培。

## 异名
- Callicarpa brevipes (Benth.) Hance var. dentosa H. T. Chang
- Callicarpa brevipes (Benth.) Hance var. obovata H. T. Chang